# 만토미정
만토미정(万富町)은 오카야마현 아카이와군에 있던 정이다. 현재의 오카야마시 히가시구 세토 지구에 해당한다.

## 역사
- 1932년 4월 1일 - 아카이와군 오타촌, 요시오카촌이 합병해 만토미촌이 발족하였다.
- 1951년 4월 1일 - 정으로 승격해 만토미정이 되었다.
- 1955년 2월 1일 - 세토정, 가타세촌, 조토군 다마이촌과 합병해 세토정이 되어 소멸하였다.

## 교통

### 철도
- 일본국유철도
  - 산요본선